# Santa Bárbara do Tugúrio
Santa Bárbara do Tugúrio é um município brasileiro do estado de Minas Gerais. Sua população recenseada em 2022 era de 4 208 habitantes.

## História
A região era originalmente habitada por indigenas puris, coroados e carijós. Esses povos teriam migrado para a região depois de conflitos com Goitacazes e Tamoios, que os expulsaram do litoral.
No século XVIII, Fernando José de Almeida e Souza e sua esposa Bárbara Marcelina de Paula Correia, vindos de São João del Rei, fixaram morada em Barbacena. Constituiram também uma fazenda, que denominaram Tugúrio, em uma região mais afastada de Barbacena.
Nos entornos da fazenda foi surgindo um povoado, ao redor de uma capela, dedicada a Santa Bárbara, sendo uma filiado de Borda do Campo. Foi curada em 13 de novembro de 1866.
O topônimo originou-se da primeira capela, Santa Bárbara, conjuntamente ao nome da primitiva fazenda, Tugúrio. Teria se elevado a distrito em 1889, sendo subordinado a Barbacena. Conseguiu a emancipação política, tornando-se município, em 1962, se chamando Santa Bárbara do Tugúrio.

## Geografia
Conforme a classificação geográfica mais moderna (2017) do IBGE, Santa Bárbara do Tugúrio é um município da Região Geográfica Imediata de Barbacena, na Região Geográfica Intermediária de Barbacena.